# مارك ديفيد تشابمان
 مارك ديفيد تشابمان  (بالإنجليزية: Mark David Chapman) (من مواليد 10 مايو 1955)، أمريكي من تكساس، اعترف بقتل الموسيقي الأمريكي جون لينون مساء  8   ديسمبر  1980 في نيويورك. وكانت الساعة 22 و 52 د عندما أردى لينون قتيلا قرب مقر إقامته، في ركن الشارع ال72 بسنترال بارك في مانهاتن، بخمس رصاصات من لمسدس عيار 40 مخصص.

## خطة لقتل جون لينون
قبل ثلاثة أشهر من القتل، خطط تشابمان لقتل لينون. وادعى انه اختار لينون بعد أن شاهده على غلاف ألبوم للبيتلز. وقال أيضا أن لديه قائمة أخرى في الاعتبار، بما في ذلك جوني كارسون، اليزابيث تايلور، جورج سكوت C. وجاكلين أوناسيس كينيدي، ولكن كان جون لينون يبدو أسهل هدف. وذهب تشابمان إلى نيويورك في أكتوبر عام 1980، لقتل لينون.